# Leynes
Leynes település Franciaországban, Saône-et-Loire megyében. Lakosainak száma 506 fő (2022. január 1.). Leynes Fuissé, Cenves, Chaintré, Chânes, Chasselas, Pruzilly és Saint-Vérand községekkel határos.

## Népesség
A település népességének változása:
| Lakosok száma | 509  | 530  | 539  | 517  | 511  | 509  | 500  | 492  | 506  |
|               | 2013 | 2015 | 2016 | 2017 | 2018 | 2019 | 2020 | 2021 | 2022 |